# Нисс, Кристоф
Кристоф Нисс (нем. Christoph Niess; 19 мая 1940 — 1 июня 2008) — немецкий художник.

## Биография
Учился в Штутгартской академии изобразительного искусства у Герхарда Гольвитцера (нем. Gerhard Gollwitzer), затем в Берлинской высшей школе изобразительного искусства у Ханса Йениша (нем. Hans Jaenisch) и Эдуарда Баргхеера (нем. Eduard Bargheer). С 1969 года работал как художник и скульптор в Западном Берлине. С 1988 года преподавал рисунок и живопись в летней Академии на море, действующей на острове Зильт, с 1993 года вёл мастер-класс в Народном университете Штеглица. Участник ряда международных художественных проектов, в 1990-е годы преподавал в Минске, Вильнюсе, Рязани, Пекине.
В 1986 году создал серию картин «Клики Кассандры» (нем. Kassandra-Rufe), развивающих тему пророчицы, которую никто не хочет слышать, — этот цикл послужил программной основой в одноимённом музыкальном произведении Греты фон Цириц и в Концерте для органа № 1 «Кассандра» Микаэла Таривердиева.